# Skråmträsket
Skråmträsket är en sjö i Skellefteå kommun i Västerbotten och ingår i Skellefteälvens huvudavrinningsområde. Sjön har en area på 0,95 kvadratkilometer och ligger 80 meter över havet. Vid provfiske har bland annat abborre, braxen, gers och gädda fångats i sjön.

## Delavrinningsområde
Skråmträsket ingår i det delavrinningsområde (718101-173005) som SMHI kallar för Utloppet av Skråmträsket. Medelhöjden är 132 meter över havet och ytan är 14,44 kvadratkilometer. Det finns ett avrinningsområde uppströms, och räknas det in blir den ackumulerade arean 33,01 kvadratkilometer. Brännbäcken som avvattnar avrinningsområdet har biflödesordning 3, vilket innebär att vattnet flödar genom totalt 3 vattendrag innan det når havet efter 36 kilometer. Avrinningsområdet består mestadels av skog (56 procent), öppen mark (12 procent) och jordbruk (22 procent). Avrinningsområdet har 0,89 kvadratkilometer vattenytor vilket ger det en sjöprocent på 6,2 procent.

## Fisk
Vid provfiske har följande fisk fångats i sjön:
- Abborre
- Braxen
- Gärs
- Gädda
- Mört